# Fabrication des dispositifs à semi-conducteurs

Évolution de la finesse de gravure des processeurs entre 1970 et 2017

La fabrication des dispositifs à semi-conducteur englobe les différentes opérations permettant l'élaboration de composants électroniques basés sur des matériaux semi-conducteurs. Entrent dans cette catégorie de composants à semi-conducteur, les composants discrets qui n'ont qu'une seule fonction comme les diodes et les transistors, et les circuits intégrés plus complexes, intégrant plusieurs composants, jusqu'à des milliards, dans le même boîtier. Les circuits intégrés les plus courants dans les objets de tous les jours sont les microprocesseurs, les microcontrôleurs et les puces de mémoire comme les mémoires flash ou les mémoires vives dynamiques.
On peut également citer parmi les dispositifs semi-conducteurs les MEMS, réalisant en plus de fonctions électriques, des fonctions mécaniques et les MOEMS, ajoutant également des fonctions optiques. Ces dispositifs utilisent les procédés standards de microélectronique pour des raisons de coûts d'investissement, ou bien utilisent des procédés spécifiques (lithographie électronique SCALPEL IPL EBL SPM, outils à champ proche AFM NIL ou µCP).
La fabrication est réalisée soit par les IDM (Integrated Device Manufacturer) qui conçoivent et fabriquent les circuits, comme Intel ou STMicroelectronics, ou par des fonderies comme TSMC ou GlobalFoundries, qui fabriquent à partir des plans de leurs clients. Ceux-ci sont des entreprises comme NVIDIA ou Apple, appelées en anglais fabless, spécialisées dans la seule conception électronique.
La fabrication de ces circuits nécessite de multiples procédés physico-chimiques, comme la photolithographie, la passivation, l'oxydation thermique, le dopage, la métallisation et la gravure, étapes au cours desquelles le circuit est réalisé pas à pas sur un disque de matériau semi-conducteur, appelé le wafer. Le matériau le plus courant est le silicium, mais il en existe une multitude pour des applications spécifiques. Toutes ces opérations sont réalisées dans un environnement très contrôlé, exempt de toute poussière et hermétique, appelé salle blanche. Le processus de fabrication complet prend du temps, du début jusqu’à la mise en boîtier, de l'ordre de 8 semaines, voire 18 semaines pour les procédés avancés (14/10/7/5 nm).

## Lithographie et gravure
La technique de lithographie + gravure est le procédé le plus répandu pour la réalisation de circuits semi-conducteurs. La lithographie consiste à altérer une résine sensible par une source lumineuse à travers un masque. La photolithographie est le procédé historique utilisant un rayonnement lumineux et une résine photosensible. Avec la miniaturisation croissante, les techniques ont évolué vers l'utilisation de rayonnement moins sujet à la diffraction : lithographie UV, UV profond (Deep UV ou DUV), extrême UV, rayons X, lithographie à faisceau d'électrons, lithographie ionique (FIB), lithographie champ proche (STM/AFM).
La résine utilisée dépend essentiellement du type de rayonnement utilisé, on distingue deux types : les résines positives (les parties insolées disparaissent après révélation), et les résines négatives. La résine est généralement déposée par enduction centrifuge (ou spin coating en anglais).
La gravure permet le transfert des motifs imprimés dans la résine. On distingue les transferts soustractifs (gravure humide généralement isotrope, gravure sèche par érosion/sputtering/pulvérisation cathodique, gravure ionique réactive) et les transferts additifs (lift-off, croissance électrolytique).

## Épitaxie par jet moléculaire
Les matériaux semi-conducteurs requièrent une grande qualité cristalline, c’est-à-dire qu'il faut le moins d'impuretés possible. Pour obtenir cette grande qualité, une méthode utilisée est de réaliser des couches de matériaux semi-conducteurs sous ultravide (1×10-10 Torr). Ce genre de vide est obtenu dans un bâti d'épitaxie par jets moléculaires. Ce bâti est en général constitué de 3 chambres dans lequel le vide est amélioré d'une chambre à l'autre grâce à des pompes de plus en plus élaborées (pompe à membrane, pompe turbomoléculaire, pompe ionique, filament de titane). C'est donc la dernière chambre, qui est la chambre de croissance qui possède le meilleur vide. Dans cette chambre, le support qui va servir à réaliser le composant (dans le cas d'une diode laser, ce peut être un support de GaSb), fait face à diverses cellules remplies d'éléments servant à réaliser des semi-conducteurs (éléments III ou V du tableau de Mendeleïev, par exemple). Ces cellules sont fortement chauffées pour que le matériau puisse être envoyé sur le support sous forme gazeuse. C'est donc pour cela que l'ultravide est nécessaire : la particule envoyée sur le support n'interagira pas avec une autre molécule parasite.

## Faisceau d'ions focalisés
La technique de faisceaux d'ions focalisés (FIB pour Focused Ion Beam) utilise une source d'ions ou d'électrons pour la gravure ou le dépôt métallique. Des déflecteurs et lentilles électrostatiques permettent de diriger le faisceau de manière à effectuer une écriture séquentielle (par exemple pour un prototypage rapide). Lors de l'émission d'électrons, une réaction chimique se produit permettant l'ionisation du matériau (EBL/FEG pour Field Emission Gun). L'émission ionique se fait par un dispositif appelé LMIS (Liquid Metal Ion Source). Ces procédés permettent d'atteindre des finesses de gravure de l'ordre de 10 nm.